# Kálnica
Kálnica je obec v západním Slovensku v okrese Nové Mesto nad Váhom. Žije zde přibližně 1 000 obyvatel.

## Poloha
Obec leží na úbočí pohoří Považský Inovec asi 6 km východně od Nového Města nad Váhom.

## Historie
První písemná zmínka o obci byla je z roku 1396.

## Galerie

Kálnica
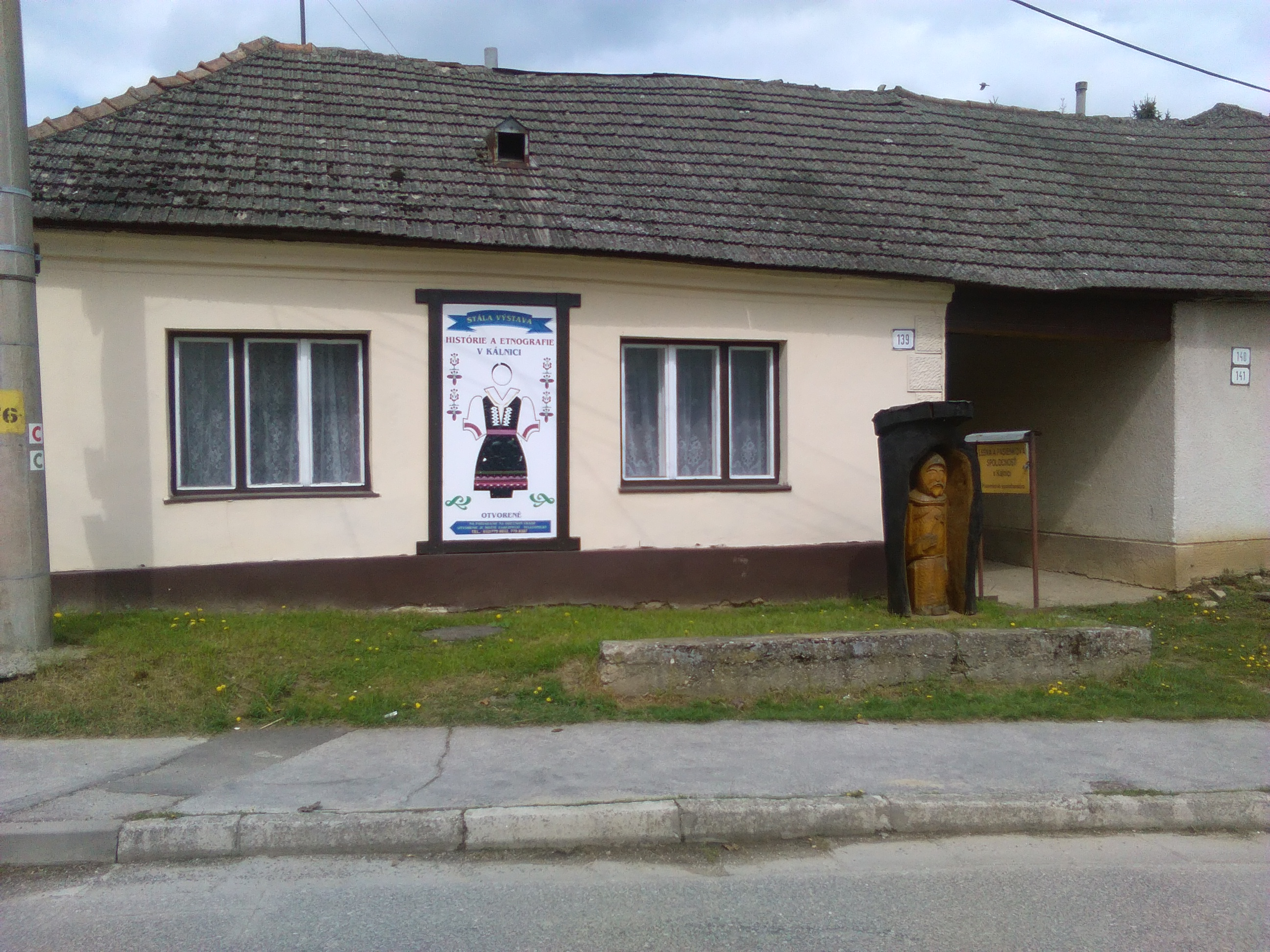
Muzeum
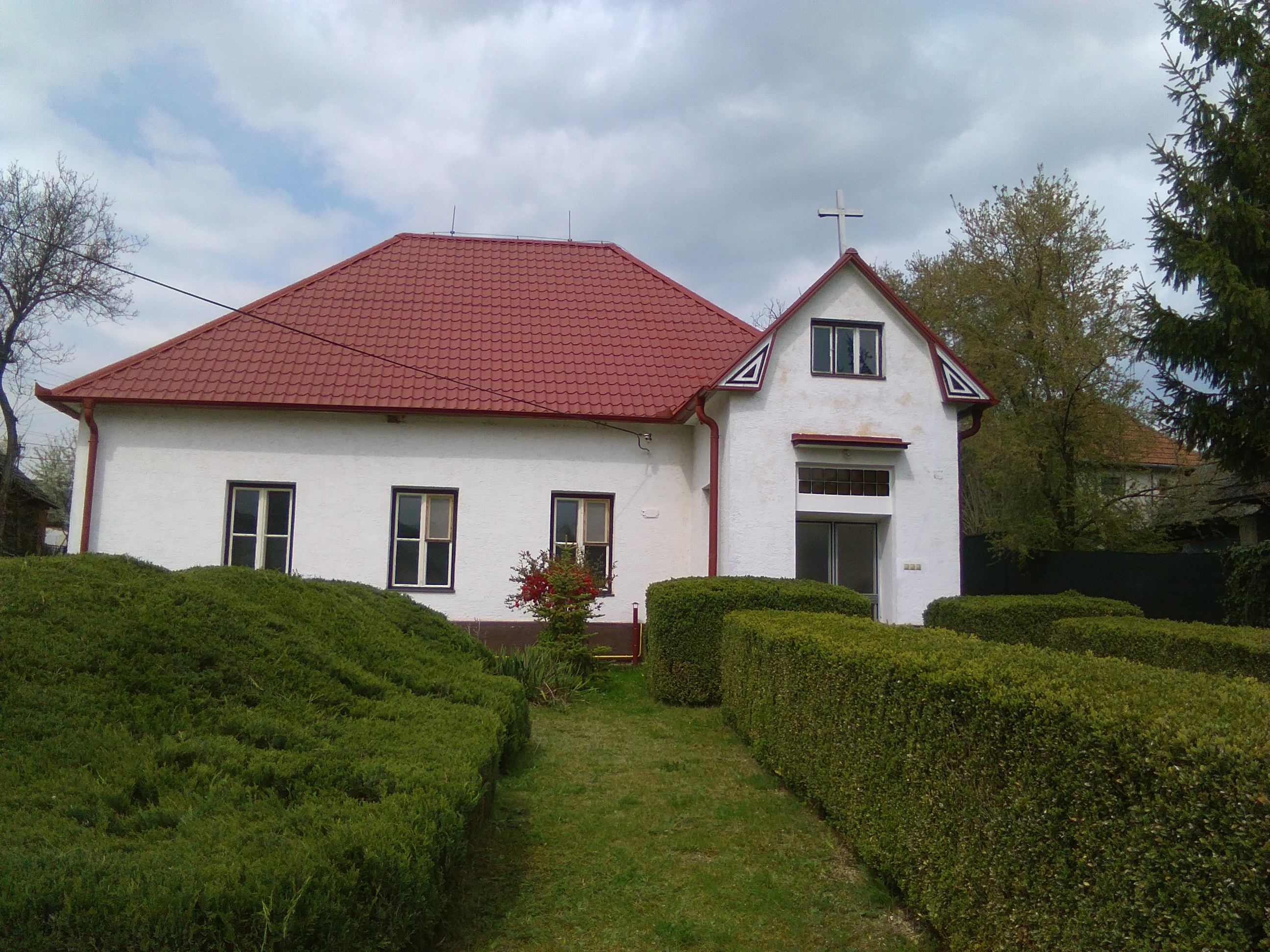
Kostel
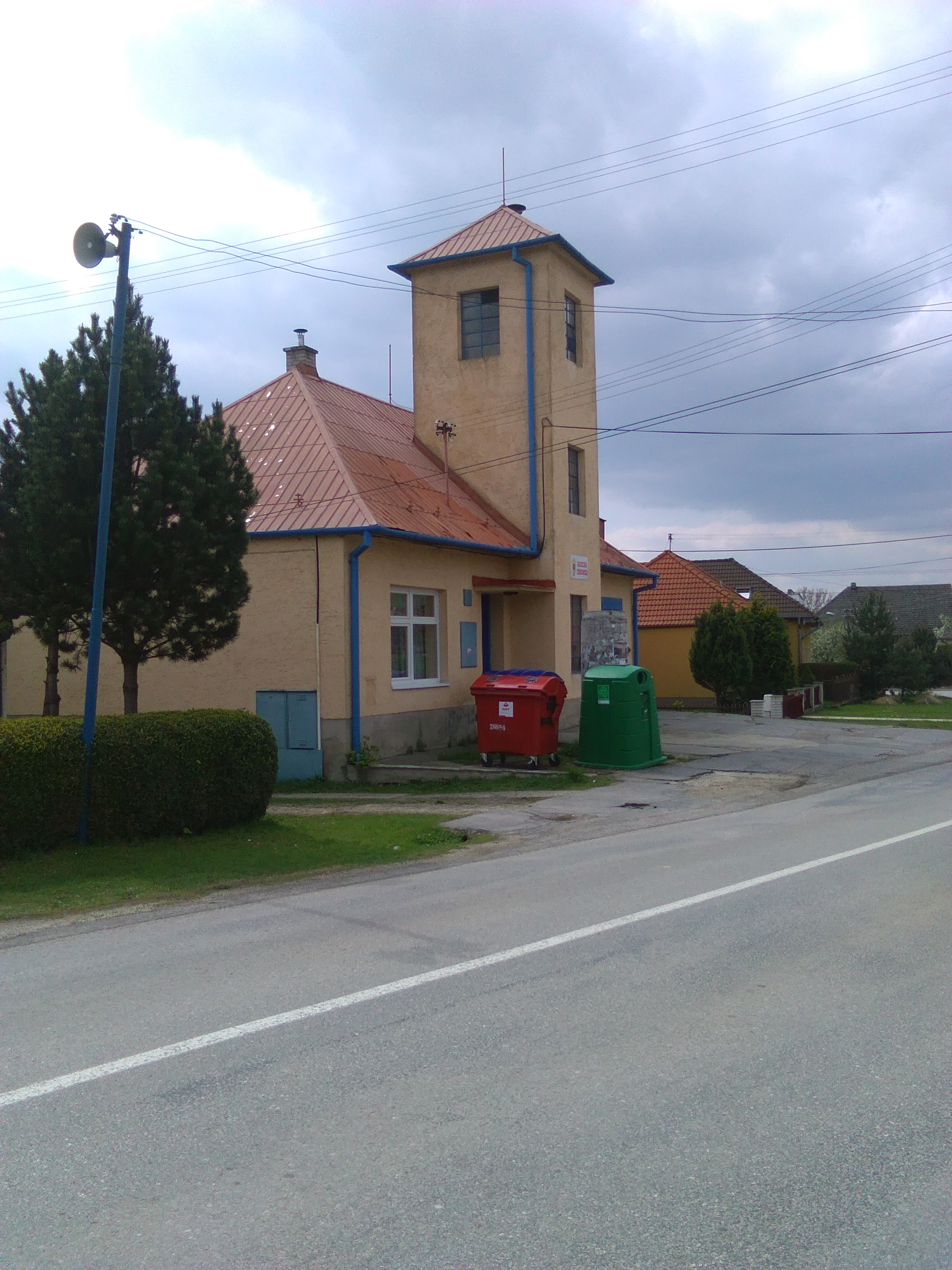
Požární zbrojnice
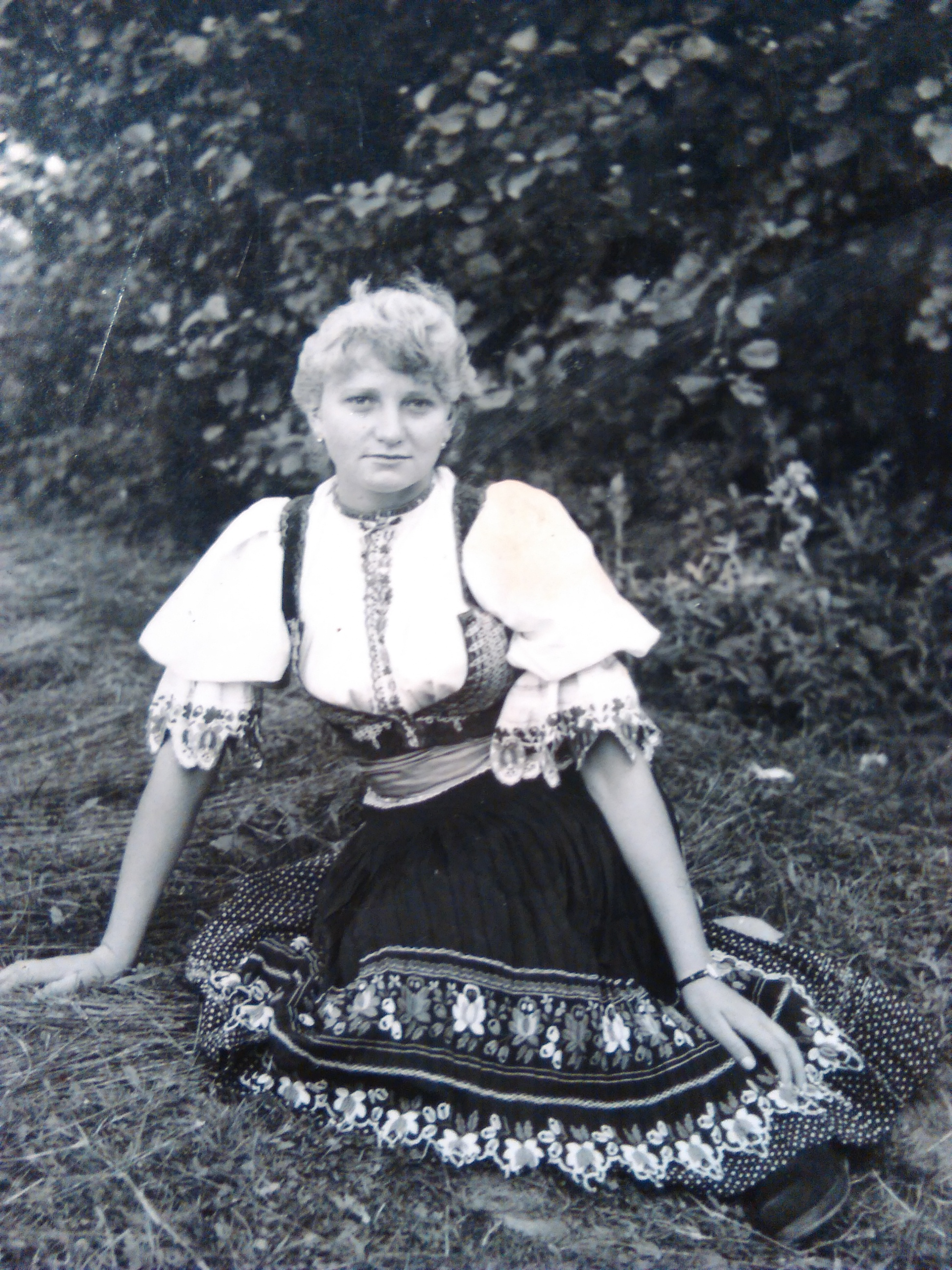
Kroj
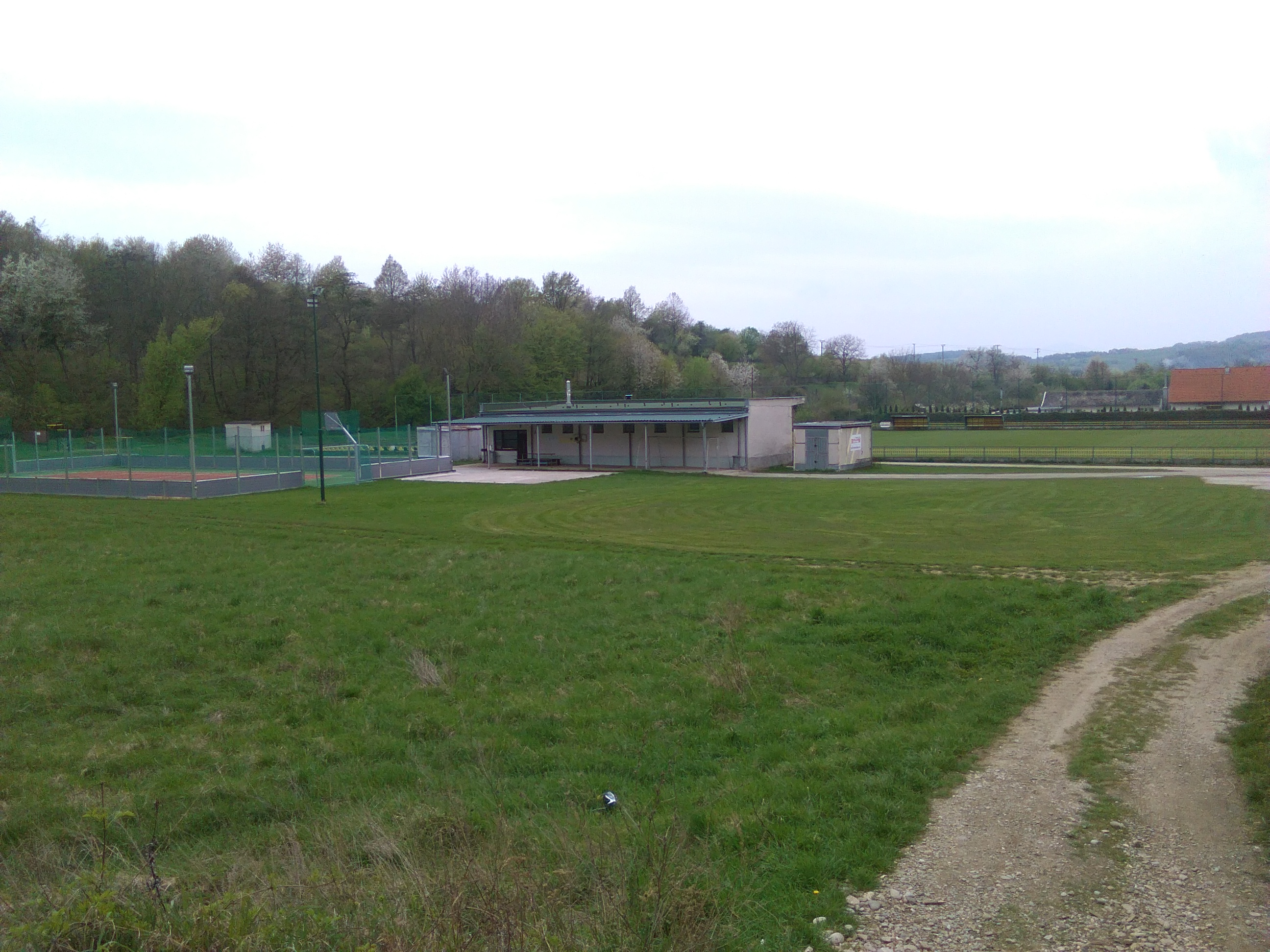
Hřiště
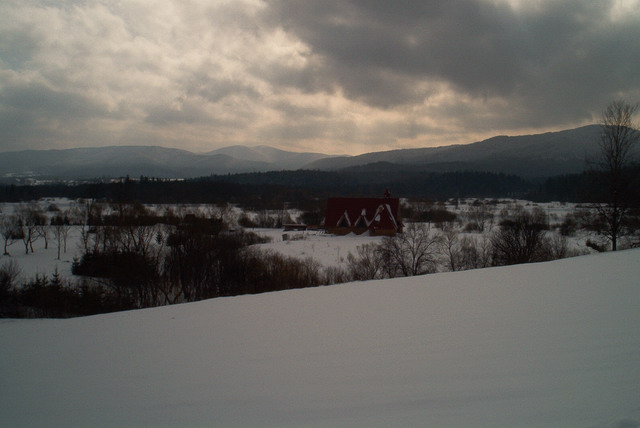
V zimě